# Ballistic
Ballistic är en amerikansk-kanadensisk-tysk actionthriller från 2002 i regi av Wych Kaosayananda.

## Handling
Två agenter från olika brancher med uppdrag att döda varandra inser att de har en gemensam fiende.

## Rollista i urval
- Antonio Banderas - Jeremiah Ecks
- Lucy Liu - Sever
- Gregg Henry - Robert Gant
- Ray Park - A.J. Ross
- Talisa Soto - Rayne Ecks / Vinn Gant
- Miguel Sandoval - FBI-agent Julio Martin
- Terry Chen - RCMP-agent Harry Lee
- Roger Cross - DIA-agent Zane
- Sandrine Holt - FBI-agent Bennett
- Steve Bacic - FBI-agent Fleming